# UFC 320
UFC 320: Ankalaev vs. Pereira 2 é um futuro evento de artes marciais mistas produzido pelo Ultimate Fighting Championship que está programado para acontecer em 4 de outubro de 2025, na T-Mobile Arena em Paradise, Nevada, parte da região de Las Vegas Valley, Estados Unidos.

## Contexto
Este evento era originalmente esperado para ocorrer em Guadalajara, México, em 13 de setembro e servir como o terceiro evento anual "Noche UFC" comemorando o Dia da Independência do México. No entanto, devido à paralisação da construção da Arena Guadalajara, o card foi movido para San Antonio, Texas, e alterado para um Fight Night. A promoção anunciou uma semana depois que o evento numerado seria movido para outubro e ocorreria em Las Vegas.
Uma revanche pelo cinturão peso-meio-pesado do UFC entre o atual campeão Magomed Ankalaev e o ex-campeão Alex Pereira (também ex-campeão peso-médio do UFC e ex-campeão dos médios e meio-pesados do Glory) está agendada para ser a luta principal do evento. Eles competiram anteriormente no UFC 313, onde Ankalaev derrotou Pereira pelo cinturão por decisão unânime.
Além disso, uma luta pelo cinturão peso-galo do UFC entre o atual campeão Merab Dvalishvili e o ex-desafiante ao cinturão interino Cory Sandhagen está agendada para ser o co-evento principal.

## Card de Lutas
1. ↑  Pelo Cinturão Peso Meio-Pesado do UFC.
2. ↑  Pelo Cinturão Peso Galo do UFC.

## Lutas anunciadas
- Peso Médio: Edmen Shahbazyan vs. André Muniz[6]
- Peso Galo Feminino: Macy Chiasson vs. Yana Santos[7]
- Peso Médio: Joe Pyfer vs. Abusupiyan Magomedov[7]